# Pembroke (Malta)
Pembroke, Maltas jüngste Stadt, liegt an der Nordküste der Insel. Die Küsten- und Touristenstadt St. Julian’s mit der Vergnügungsmeile Paceville liegt im Ostsüdosten und die Wohngebiete von Swieqi im Süden. Das High-Society-Dorf Madliena ist von hier aus im Westen zu finden und Baħar iċ-Ċagħaq in einiger Entfernung im Nordwesten.
Pembroke wurde nach Robert Henry, dem 12. Earl of Pembroke und britischen Kriegsminister von 1859 benannt.

## Geschichte
Die Stadt wurde von den Rittern des Johanniterordens gegründet, die einen Wachturm an dieser Küste bauten, um den Großen Hafen zu verteidigen, der ca. 6 km östlich davon liegt. Die Briten bauten die Befestigungen in Pembroke allerdings erst richtig aus. Die ersten Kasernen wurden zwischen 1859 und 1862 errichtet und nach Englands Schutzheiligen, St. Georg, benannt. Später entstanden weitere Kasernen mit den Namen der Schutzheiligen von Schottland und Irland, St. Andreas und St. Patrick. Fort Pembroke wurde zwischen 1875 und 1878 erstellt, um die Annäherung der Feinde von See her an den Großen Hafen zu verhindern und die rechte Flanke der Victoria Lines zu verteidigen. Heute ist es eine internationale Schule, die IGSCE- und IB-Programme anbietet. Die Pembroke Battery entstand 1897 bis 1899 und diente demselben Zweck.
Die letzten britischen Soldaten verließen Pembroke 1979. Während des Zweiten Weltkriegs waren deutsche Kriegsgefangene in Fort Pembroke und bauten während ihres Aufenthaltes eine kleine Kapelle, die von den britischen Truppen genutzt wurde. Alles von den Briten beanspruchte Land wurde bei deren Abzug an die Republik Malta zurückgegeben.

### Jüngere Vergangenheit
Pembroke wurde noch Mitte der 1980er Jahre vernachlässigt; die Kasernen wurden in Mietshäuser und einen wenig erfolgreichen Hotelkomplex umgewandelt. Nach dem Verkauf von Grundstücken durch die Regierung siedelten 1986 die ersten neuen Einwohner dort. Pembroke entwickelte sich zu einer Stadt, die – besonders im Sommer – bei Sprachstudenten beliebt ist.